# Campeonato Mundial de Karate de 2025
El XXVII Campeonato Mundial de Karate se celebrará en El Cairo (Egipto) del 27 al 30 de noviembre de 2025 bajo la organización de la Federación Mundial de Karate (WKF) y la Federación Egipcia de Karate.